# Hrînkî, Baranivka
Hrînkî (în ucraineană Гриньки) este un sat în comuna Kașperivka din raionul Baranivka, regiunea Jîtomîr, Ucraina.

## Demografie
Componența lingvistică a localității Hrînkî
     Ucraineană (99,69%)
     Alte limbi (0,31%)
Conform recensământului din 2001, majoritatea populației localității Hrînkî era vorbitoare de ucraineană (99,69%), existând în minoritate și vorbitori de alte limbi.